# Années 1210 av. J.-C.
Les années 1210 av. J.-C. couvrent les années de 1219 av. J.-C. à 1210 av. J.-C.

## Événements

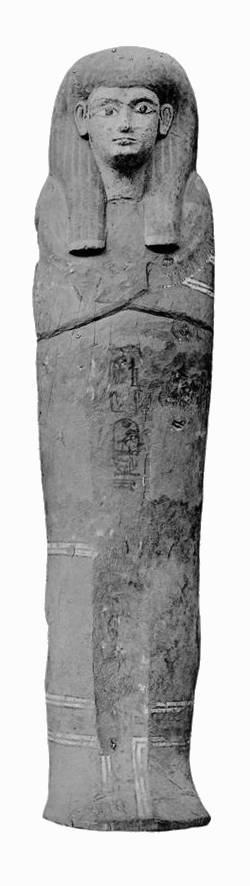
Cercueil du pharaon Siptah.

- 1218 av. J.-C.[1] : les Babyloniens se révoltent contre l’Assyrie et rétablissent la dynastie Kassite. Adad-shum-usur, règne jusqu’en 1189 av. J.-C.[2].
- 1215 av. J.-C.[1] : début du règne de Suppiluliuma II, roi des Hittites[2]. La paix est maintenue dans l’empire Hittite durant son règne, mais les textes égyptiens et ougaritiques suggèrent que l’Anatolie est en proie à la famine[3].
- 1215-1209 av. J.-C. : règne du pharaon Ramsès-Siptah[4]. Hori, vizir ; Hori, puis Minmose, grands prêtres d’Amon ; Séthi (an 1 du règne) puis Horus (an 3 à 6), vice-rois de Couch. Ramsès-Siptah est peut-être un fils que Mérenptah aurait eu, âgé, avec une concubine, ou bien un fils d’Amenmes, donc un autre usurpateur ? La reine Taousert, femme de Séthi II, assure le pouvoir avec le chancelier Bay, peut-être d’origine syrienne. Elle aurait peut-être épousé Ramsès-Siptah, alors adolescent. Dès l’an 1 de son règne, Ramsès-Siptah se rend en Nubie, peut-être pour mater une rébellion[5]. Il y installe le vice-roi Séthi.
- 1210 av. J.-C. : Bataille navale au large des côtes chypriotes entre les Hittites et les autochtones. Victoire hittite. Première bataille navale de l'Histoire.